# 118172 Ворґебірґе
118172 Ворґебірґе (118172 Vorgebirge) — астероїд головного поясу, відкритий 5 квітня 1989 року.
Тіссеранів параметр щодо Юпітера — 3,215.